# Agrarquote
Die Agrarquote ist eine ökonomische Kennzahl, die sich auf den primären Wirtschaftssektor bezieht, das heißt auf Land- und Forstwirtschaft sowie auf die Fischerei. Sie kann den Anteil der Erwerbstätigen dieses Sektors an der Gesamtzahl der erwerbstätigen Bevölkerung wiedergeben, oder auch nicht erwerbstätige Arbeitskräfte wie mithelfende Familienangehörige mit einbeziehen. Wahlweise kann mit der Agrarquote auch der Anteil der vom primären Sektor abhängigen Bevölkerung (Agrarbevölkerung) an der Gesamtbevölkerung gemeint sein.

## Situation in Deutschland
In Deutschland überwiegt innerhalb des primären Sektors die Zahl der in der Landwirtschaft Erwerbstätigen. Im Jahr 2009 betrug die Erwerbstätigen-Agrarquote in Deutschland bundesweit 2,1 Prozent. Auf Ebene der Bundesländer haben die dünnbesiedelten Länder Mecklenburg-Vorpommern (3,9 Prozent), Brandenburg (3,6 Prozent) und Niedersachsen (3,3 Prozent) die höchsten Agrarquoten, während in den Stadtstaaten Berlin, Bremen und Hamburg nur einer von 200 Erwerbstätigen in der Agrarproduktion arbeitet.
In absoluten Zahlen hat (Stand 2009/2010) Bayern die meisten Erwerbstätigen in der Landwirtschaft (190.400), gefolgt von Nordrhein-Westfalen (130.500) und Niedersachsen (120.400).
Auf lokaler Ebene sind die Unterschiede bisweilen noch größer. So betrug der Wert bundesweit z. B. 2,3 % im Jahr 2013, allerdings in einer Reihe von Landkreisen  bei mehr als 6 %. An der Spitze rangierte (auch aufgrund des arbeitsintensiven Weinbaus in dieser Region) der Rhein-Pfalz-Kreis mit 13,6 %. Dahinter folgten der niederbayerische Landkreis Straubing-Bogen mit 8,7 %, die niedersächsischen Landkreise Lüchow-Dannenberg mit 8,5 % und Cloppenburg mit 8,4 % sowie die Kreise Ammerland, Cuxhaven und Vechta mit jeweils mehr als 7 %.

## Situation in anderen Ländern

### Monaco
Im dichtbesiedelten Fürstentum Monaco sind lediglich 6 von 52.177 Beschäftigten im Primären Sektor tätig. Dies entspricht einer Agrarquote von 0,01 Prozent.